# Lega Nazionale A 1982 (hockey su pista)
La Lega nazionale A 1982 è la 51ª edizione del torneo di primo livello del campionato svizzero di hockey su pista. Il torneo è stato vinto dal Montreux per la trentaquattresima volta nella sua storia.

## Squadre partecipanti
- Basilea
- Ginevra
- Juventus Montreux
- Montreux
- RC Zurigo
- Thunerstern
- Vevey
- Winterthour

## Classifica finale
|                     | Pos. | Squadra           | Pt | G  | V  | N | P  | GF  | GS  | DR  |
| ------------------- | ---- | ----------------- | -- | -- | -- | - | -- | --- | --- | --- |
| Svizzera (bandiera) | 1.   | Montreux          | 26 | 14 | 13 | 0 | 1  | 97  | 29  | +68 |
|                     | 2.   | Vevey             | 24 | 14 | 11 | 2 | 1  | 103 | 48  | +55 |
|                     | 3.   | Thunerstern       | 19 | 14 | 9  | 1 | 4  | 76  | 42  | +34 |
|                     | 4.   | Basilea           | 12 | 14 | 6  | 0 | 8  | 59  | 86  | -27 |
|                     | 5.   | RC Zurigo         | 11 | 14 | 5  | 1 | 8  | 84  | 88  | -4  |
|                     | 6.   | Winterthour       | 9  | 14 | 4  | 1 | 9  | 59  | 86  | -27 |
|                     | 7.   | Juventus Montreux | 8  | 14 | 4  | 0 | 10 | 59  | 124 | -65 |
|                     | 8.   | Ginevra           | 4  | 14 | 2  | 0 | 12 | 63  | 112 | -59 |

Legenda:
  Campione di Svizzera.
  Vincitore della Coppa di Svizzera 1982.
      Qualificato in Coppa dei Campioni 1982-1983.
      Qualificato in Coppa delle Coppe 1982-1983.
      Qualificato in Coppa CERS 1982-1983.
Note:
Due punti a vittoria, uno a pareggio, zero a sconfitta.
In caso di parità di punteggio, le posizioni erano decise per differenza reti generale.

## Verdetti
| Verdetto                          | Club                  |
| --------------------------------- | --------------------- |
| Campione di Svizzera 1982         | Montreux (34º titolo) |
| Qualificato in Coppa dei Campioni | Montreux              |
| Qualificato in Coppa delle Coppe  | Vevey                 |
| Qualificato in Coppa CERS         | Thunerstern           |